# Andreï Demkine
Andreï Petrovitch Demkine (en cyrillique russe : Андрей Сергеевич Аршавин), né le 21 février 1976 à Moscou, est un joueur de football russe. Formé au Dynamo Moscou, il quitte son pays natal pour le championnat belge, où il reste cinq ans. Il retourne ensuite en Russie. En 2010, il joue au club de Petrovka, dans les divisions régionales russes.

## Carrière
Andreï Demkine commence sa carrière dans l'équipe première du Dynamo Moscou, son club formateur, le 24 mai 1995 face au CSKA Moscou, montant au jeu à la 89e minute. Il joue peu durant deux saisons, mais participe toutefois à la finale de la Coupe de Russie en 1997. Malgré son temps de jeu limité, il attire néanmoins l'attention du Sporting d'Anderlecht, qui le transfère en 1997. Il ne joue aucun match pendant un an. Il est alors prêté à Courtrai, néo-promu en première division, pour une saison. Au Stade des Éperons d'or, il est un titulaire à part entière, participant à 33 matches de championnat, au cours desquels il inscrit 10 buts. Ces bonnes statistiques ne convainquent pas la direction anderlechtoise de le conserver, et il est transféré au Germinal Beerschot Anvers durant l'été 1999.
Andreï Demkine obtient une place de titulaire dans la ligne d'attaque du club de la métropole anversoise. En deux saisons, il joue tous les matches, et inscrit 16 buts. Malgré cela, il quitte le club en 2001 et rejoint Beveren, toujours dans le championnat belge. Après une saison sans inscrire un seul but, il n'est pas conservé par la direction du club. Il passe quelques tests, notamment à Créteil, mais finalement, il retourne au Dynamo Moscou.
Demkine est seulement réserviste au Dynamo, et en 2004 il rejoint le Tom Tomsk, alors en deuxième division. Il termine vice-champion, et accompagne le club en première division russe. Après le premier tour, il est prêté au Chkalovets Novosibirsk. Il revient au Tom Tomsk jusqu'à l'expiration de son contrat fin 2006, inscrivant 2 buts en 9 matches joués. Il reste sans jouer toute l'année 2007, puis est engagé par le Sheksna Cherepovets pour la saison 2008 de la deuxième division russe. En fin de saison, il déménage au FC MVD Rossii Moscou, le club du Ministère de l'Intérieur Russe. Le club remporte cette saison-là le groupe Ouest de la troisième division russe, et monte ainsi en deuxième division pour la saison suivante. Mais après le premier tour de la saison 2009, le club est dissous, et retourne au niveau amateur. En 2010, il rejoint Petrovka, un club des divisions régionales.